# Osasco
Osasco er en brasiliansk by og kommune i delstaten São Paulo. Osasco er desuden en vestlig forstad til Brasiliens største by Sao Paulo i hvis metropolregion den indgår.